# Defiance (Iowa)
Defiance es una ciudad situada en el condado de Shelby, en el estado de Iowa, Estados Unidos. Según el censo de 2010 tenía una población de 284 habitantes.

## Geografía
Según la Oficina del Censo de los Estados Unidos, la localidad tiene un área total de 1,02 km², la totalidad de los cuales 1,02 km² corresponden a tierra firme.

## Demografía
Según el censo de 2010, había 284 personas residiendo en la localidad. La densidad de población era de 278,43 hab./km². Había 132 viviendas con una densidad media de 129,41 viviendas/km². El 98,94% de los habitantes eran blancos, el 0,35% amerindios, el 0,35% asiáticos y el 0,35% de otras razas. El 1,41% de la población eran hispanos o latinos de cualquier raza.